# 天野明
天野 明（あまの あきら、1973年6月22日 - ）は、日本の漫画家。愛知県出身。

## 来歴
1998年、講談社の第38回ちばてつや賞ヤング部門優秀新人賞を受賞しデビュー（受賞作は「5歳のころ」）。『週刊ヤングマガジン』『別冊ヤングマガジン』（講談社）で幾度か連載を持ったが伸び悩み、2002年から週刊少年ジャンプの新人漫画賞、天下一漫画賞に新作読切を持ち込み始めた。その後、『赤マルジャンプ』（集英社）2003 SPRINGに読切作品「バクハツHAWK!!」を発表し、再デビューを果たす。
2004年26号から2012年50号まで『週刊少年ジャンプ』（集英社）で「家庭教師ヒットマンREBORN!」を連載。2006年から2010年までテレビアニメが放送され、ゲーム化もされている。2012年10月放送開始されたテレビアニメ「PSYCHO-PASS サイコパス」のキャラクター原案を担当する。2013年8月から『ジャンプLIVE』で「エルドライブ【ēlDLIVE】」の連載を開始。2014年9月に『少年ジャンプ+』へ移籍し、2018年11月まで連載した。2017年1月から3月までテレビアニメが放送された。2014年5月公式キャラクタービジュアルブック、Rebo to Dliveを発売する。

## 人物
『ヤングマガジン』『週刊少年ジャンプ』での作者コメント欄ではもっぱら、風物詩・昆虫・食べ物の話題が占める。自分語りはめったにしない。会話の中に擬声語を入れるのが特徴。ネコを飼っている。
連載漫画家との交流は多い。うすた京介と交流があり、「ピューと吹く!ジャガー」13巻や「すごいよ!!マサルさん ウ元ハ王版」4巻にイラストや副音声的コメンタリーを寄稿している。うすたもまた「家庭教師ヒットマンREBORN!」16巻に自身のイラストを載せているが、読者の前に顔を出したことはない。
アシスタント達と非常に仲が良いが、天野自身が一番話に夢中になってしまうため、仕事場のあちこちに「仕事中は私語禁止」の貼り紙が貼られている。また、一度話が始まると止まらなくなり、時には「朝4時にベランダで人生相談が始まる」こともあるという。
2002年11月、ゲームクリエイターの登竜門「ゲーム甲子園」の企画アイディア部門に応募、ゲームの企画書（作品名「ホッツン・アイス」）で入賞したことがある。

## 作品リスト
- 少年スピン（1998年、ヤングマガジン赤青BUTA）
- 熱風野球伝説ぴっちゃん（1999年、読切、ヤングマガジン）
- ぷちぷちラビィ（2000年、別冊ヤングマガジン、ヤングマガジン）
- MONKEY BUSINESS（2002年、ヤングマガジン）
- バクハツHAWK!!（2003年、読切、赤マルジャンプ）
- 家庭教師ヒットマンREBORN![2]（2004年 - 2012年、週刊少年ジャンプ）
  - 怪物づかいツナ!（2009年 - 2010年、Vジャンプ）
- わらしべ探偵　沼七郎（2013年、読切、ミラクルジャンプ）
- エルドライブ【ēlDLIVE】（2013年 - 2018年、ジャンプLIVE→少年ジャンプ+）
- 眠寝太郎現る!!（2014年、読切、週刊少年ジャンプ）
- HOT (2018年、読切、週刊少年ジャンプ）
- 鴨乃橋ロンの禁断推理（2020年[3] - 2025年[4]、少年ジャンプ+）

### その他
- 家庭教師ヒットマンREBORN! 隠し弾（2007年、小説の挿絵を担当、ジャンプスクエア）
- PSYCHO-PASS サイコパス（2012年・2014年・2015年（劇場版）・2019年、キャラクター原案、ノイタミナ）[5]
- さよなら、シリアルキラー（2019年、期間限定表紙イラスト、創元推理文庫）[6]
- 異世界スーサイド・スクワッド（2024年、キャラクター原案、ワーナー ブラザース ジャパン）[7]

## アシスタント
「家庭教師ヒットマンREBORN!」の単行本には、1巻から現行巻まで、スタッフを紹介するページがあり、アシスタントの動向がわかる。
- 榊健滋（「家庭教師ヒットマンREBORN!」1-16巻）
- KAITO（「家庭教師ヒットマンREBORN!」6-39巻）
- 彩崎廉（「家庭教師ヒットマンREBORN!」11-16巻）
- 藍本松（「家庭教師ヒットマンREBORN!」13-15巻）
- 満月シオン（「家庭教師ヒットマンREBORN!」21-35巻）